# Брансвик Стејшон (Мејн)
Брансвик Стејшон (енгл. Brunswick Station) насељено је место без административног статуса у америчкој савезној држави Мејн.

## Демографија
По попису из 2010. године број становника је 578, што је 933 (-61,7%) становника мање него 2000. године.
| Група             | 2000.         | 2010.       |
| Белци             | 1.183 (78,3%) | 410 (70,9%) |
| Афроамериканци    | 162 (10,7%)   | 57 (9,9%)   |
| Азијати           | 24 (1,6%)     | 17 (2,9%)   |
| Хиспаноамериканци | 108 (7,1%)    | 65 (11,2%)  |
| Укупно            | 1.511         | 578         |